# 經濟學人集團
經濟學人集團（The Economist Group）是英國的一家國際媒體集團，總部位於倫敦，旗下最著名的出版物是《經濟學人》雜誌。經濟學人集團的主要持股者包括英國的吉百利家族，羅斯柴爾德家族、施羅德家族及義大利的阿涅利家族等。經濟學人集團的創辦者是詹姆士·威爾遜，歷史始於1843年。

## 過去的持有者
培生集團在2015年8月之前透過金融時報公司擁有經濟學人50%的股權，後該集團出售全部股份回經濟學人集團及阿涅利家族的EXOR控股公司。現在EXOR是該集團的最大股東。